# IJsland op de Olympische Winterspelen 2022
IJsland was een van de deelnemende landen aan de Olympische Winterspelen 2022 in Peking, China.

## Deelnemers en resultaten

### Alpineskiën
Maximaal vier deelnemers per onderdeel
Mannen
| Naam                  | Onderdeel | 1e run         | 1e run         | 2e run         | 2e run         | Totaal         | Totaal |
| Naam                  | Onderdeel | Tijd           | Rang           | Tijd           | Rang           | Tijd           | Rang   |
| --------------------- | --------- | -------------- | -------------- | -------------- | -------------- | -------------- | ------ |
| Sturla Snær Snorrason | Slalom    | niet gefinisht | niet gefinisht | niet geplaatst | niet geplaatst | niet geplaatst | 47     |

Vrouwen
| Naam                            | Onderdeel    | 1e run         | 1e run         | 2e run         | 2e run         | Totaal         | Totaal |
| Naam                            | Onderdeel    | Tijd           | Rang           | Tijd           | Rang           | Tijd           | Rang   |
| ------------------------------- | ------------ | -------------- | -------------- | -------------- | -------------- | -------------- | ------ |
| Holmfridur Dora Fridgeirsdottir | Reuzenslalom | niet gefinisht | niet gefinisht | niet geplaatst | niet geplaatst | niet geplaatst | 61     |
| Holmfridur Dora Fridgeirsdottir | Slalom       | 57,39          | 43             | 56,48          | 36             | 1:53,87        | 38     |
| Holmfridur Dora Fridgeirsdottir | Super G      | n.v.t.         | n.v.t.         | n.v.t.         | n.v.t.         | 1:17,41        | 32     |

### Langlaufen
Maximaal vier deelnemers per onderdeel
Lange afstanden
Mannen
| Naam             | Onderdeel             | Uitslag   | Uitslag |
| Naam             | Onderdeel             | Tijd      | Rang    |
| ---------------- | --------------------- | --------- | ------- |
| Snorri Einarsson | 15 km klassieke stijl | 41:17,6   | 36      |
| Snorri Einarsson | 30 km skiatlon        | 1:22:50,1 | 29      |
| Snorri Einarsson | 50 km vrije stijl     | 1:14:51,6 | 23      |

Sprint
Mannen
| Naam                                    | Onderdeel  | Kwalificatie | Kwalificatie | Kwartfinales   | Kwartfinales   | Halve finales  | Halve finales  | Finale         | Finale |
| Naam                                    | Onderdeel  | Tijd         | Rang         | Tijd           | Rang           | Tijd           | Rang           | Tijd           | Rang   |
| --------------------------------------- | ---------- | ------------ | ------------ | -------------- | -------------- | -------------- | -------------- | -------------- | ------ |
| Isak Stianson Pedersen                  | Sprint     | 3:11,95      | 78           | niet geplaatst | niet geplaatst | niet geplaatst | niet geplaatst | niet geplaatst | 78     |
| Snorri Einarsson Isak Stianson Pedersen | Teamsprint | n.v.t.       | n.v.t.       | n.v.t.         | n.v.t.         | 21:05,66       | 10             | niet gepl.     | 19     |

Vrouwen
| Naam                 | Onderdeel | Kwalificatie | Kwalificatie | Kwartfinales   | Kwartfinales   | Halve finales  | Halve finales  | Finale         | Finale |
| Naam                 | Onderdeel | Tijd         | Rang         | Tijd           | Rang           | Tijd           | Rang           | Tijd           | Rang   |
| -------------------- | --------- | ------------ | ------------ | -------------- | -------------- | -------------- | -------------- | -------------- | ------ |
| Kristrun Gudnadottir | Sprint    | 3:49,59      | 74           | niet geplaatst | niet geplaatst | niet geplaatst | niet geplaatst | niet geplaatst | 74     |